# Simon Baruch
Simon Baruch (* 29. Juli 1840 in Schwersenz, Preußen, heute Swarzędz, Polen; † 3. Juni 1921 in New York) war Arzt und ein Pionier der Hydrotherapie in den Vereinigten Staaten. 

## Leben
Simon Baruch stammte aus der damaligen preußischen Provinz Posen. Er besuchte das königliche Friedrich-Wilhelms-Gymnasium in der Stadt Posen. Er emigrierte 1855 als Fünfzehnjähriger in die USA, lebte dort zunächst in Camden, South Carolina.

### Dienst in der Confederate States Army
Sein Medizinstudium nahm er am Medical College of South Carolina auf, unterbrach es aber nach kurzer Zeit, um sich der Confederate States Army anzuschließen. Dort diente er unter Joseph Brevard Kershaw als Sanitätsoffizier. In Baltimore geriet er in Gefangenschaft, wurde kurze Zeit später aber wieder freigelassen. Unter James Longstreet nahm Baruch an der Schlacht von Gettysburg teil, wurde danach erneut gefangen genommen und kehrte dann nach Virginia zurück. Während seiner Zeit in der Armee schloss er sein Medizinstudium ab und wurde dann dem Thirteenth Mississippi Regiment zugeteilt, wo er für die Versorgung Verwundeter zuständig war. Dort erkrankte er an Typhus und war bis zum Kriegsende dienstunfähig. Dann kehrte er nach Camden zurück.

### Weiteres Leben
Während seiner Zeit bei der Armee lernte Baruch Belle Wolfe, die Tochter eines Plantagenfarmers aus Fairfield County kennen. Die beiden heirateten 1865. Aus der Ehe gingen vier Söhne hervor, darunter der Finanzier, Politikberater und Philanthrop Bernard Baruch. Nach dem Krieg hatte sich Baruch dem Ku-Klux-Klan angeschlossen. Die Familie lebte zunächst in Camden. Dort war er als Landarzt tätig. 1881 siedelte die Familie nach New York über. Seine Hauptarbeitsgebiete waren dort zum einen die Förderung der Errichtung öffentlicher Bäder als Hygienemaßnahme, zum anderen die Balneologie zur Erforschung der Wirkung von Heilquellen. Weitere Forschungen betrafen die Behandlung von Blinddarmentzündung und Malaria.

## Hinterlassenschaften
In Manhattan sind eine Mittelschule und eine Grünfläche nach Simon Baruch benannt.

## Werk
Während seiner zweiten Gefangenschaft verfasste Baruch das Buch Two penetrating wounds of the chest, das bis zum Ersten Weltkrieg als Standardwerk der Wehrmedizin galt.